# Выброска
Вы́броска (броса́тельный коне́ц, лёгость, выкидно́й коне́ц) — линь с грузом для «подачи» швартова с судна на пирс (или на буксир при «заводке» буксирных тросов). Так как швартов — тяжёл, его невозможно забросить далеко, к огону швартова крепят выброску, на незакреплённом конце которой — грузило. Выброска должна быть закреплена на противоположном краю от вершины огона, иначе при набрасывании швартова на пал узел будет зажат и создаст временну́ю задержку, что критически важно для безопасной швартовки. При швартовке бросают выброску в сторону береговых швартовщиков. Береговые швартовщики «выбирают» выброску со швартовом и крепят их на пал причала, выброску отвязывают и возвращают на судно.
Груз представляет собой парусиновый мешок, набитый песком. На мешке укрепляют стропу с огоном в верхней части, после чего груз оплетают шкимушгаром горизонтальным (или диагональным) способом. На конце линя делают огон. Иным способом груз изготавливают из узла «обезьяний кулак».
В настоящее время бросательный конец чаще называют «выброской».

## Разновидности узлов
- Выбленочный узел с петлёй[5] используют для крепления конца выброски к огону швартова (иногда используют выбленочный узел[6] без петли, однако узел трудно развязывать после намокания троса из растительного материала в солёной морской воде)
- Водный булинь применяют на английском флоте, зная, что узел намокнет в морской воде, так как легче развязывать после использования (иногда используют классический булинь, но будучи завязанным тросом, изготовленным из растительного материала, то после намокания в морской воде булинь труднее развязывать)
- Калмыцкий узел применяют на российском флоте для привязывания выброски к огону швартова[7]
- Простой штык с петлёй[5] используют речные матросы для привязывания выброски к огону швартова
- Докерский узел используют докеры

## Фотогалерея
- Матрос подаёт выброску на причал для швартовки
- Подача выброски на буксир для принятия им буксирного каната для буксировки
- Береговой швартовый матрос подаёт выброску со швартовом на подлодку ВМС США для швартовки
- Британский матрос-швартовщик возвращает выброску на борт военного корабля ВМС США после закрепления продольного кормового швартова на пале пирса
- Боцман подаёт выброску на пирс для крепления носа военного корабля ВМС США продольным носовым швартовом; выброска привязана к огону швартова булинем
- Быстроразвязывающийся выбленочный узел с петлёй — один из многих узлов, которым возможно закрепить выброску на огоне швартова при швартовке